# Renzo Videsott
Renzo Videsott, né le 10 septembre 1904 et mort le 4 janvier 1974, est un alpiniste et écologiste italien.

## Biographie
Videsott est né à Trente, qui fait alors partie de l'Autriche-Hongrie. Après avoir terminé ses études de médecine vétérinaire, il devient maître de conférences, professeur et chef de département à l'Université de Turin. En 1929, il accomplit une ascension légendaire de la Busazza dans le groupe Civetta des Dolomites avec un compagnon d'escalade.
Pendant la Seconde Guerre mondiale, il est membre de l'organisation clandestine Giustizia e Libertà et effectue des missions non armées pour le mouvement de résistance italien. Parallèlement, il s'engage pour la protection des animaux en voie de disparition, en particulier le bouquetin des Alpes (Capra ibex),.
De 1945 à 1969, il est directeur du Parc national du Grand-Paradis. Le parc est situé à la frontière avec la France et est accolé au Parc National de la Vanoise ; les deux parcs coopèrent dans la gestion de la population des bouquetins.
En 1948, il fonde l'organisation italienne de conservation Movimento Italiano per la Protezione della Natura (MIPN ; aujourd'hui : Federazione nazionale Pro Natura) et participe à la création de l'Union internationale pour la conservation de la nature (UICN),. En outre, il représente l'Italie au sein de la Commission internationale pour la protection des Alpes (CIPRA). Il meurt en 1974 à Turin.